# Дэдпул и Росомаха
«Дэдпу́л и Росома́ха» (англ. Deadpool & Wolverine) — американский художественный фильм 2024 года режиссёра Шона Леви с Райаном Рейнольдсом и Хью Джекманом в главных ролях. Экранизация комиксов Marvel о приключениях Дэдпула и Росомахи, продолжение картин «Дэдпул» и «Дэдпул 2», 34-я лента медиафраншизы «Кинематографическая вселенная Marvel» (КВМ) и четвёртая в Пятой фазе. В основе картины — история о том, как Управление временными изменениями (УВИ) планирует уничтожить родную вселенную Дэдпула. Последний вместе с Росомахой из другой вселенной пытается остановить УВИ.
Премьера фильма состоялась 22 июля 2024 года в нью-йоркском театре Дэвида Г. Коха, 26 июля картина вышла в американский прокат. Критики положительно отзывались о ней, высоко оценив игру Рейнольдса и Джекмана. Картина собрала в прокате свыше 1,33 миллиарда долларов и стала вторым самым кассовым фильмом в 2024 году, а также самым кассовым с рейтингом R и 20-м самым кассовым всех времён на тот момент.

## Сюжет
Действие начинается в 2018 году. Уэйд Уилсон при помощи устройства для перемещения во времени Кейбла отправляется на Землю-616, известную как «Священная линия времени». Он знакомится с Хэппи Хоганом в надежде присоединиться к Мстителям, но получает отказ и возвращается на Землю-10005.
Проходит шесть лет. Уэйд расстался с Ванессой Карлайл, завязал с жизнью наёмника Дэдпула и устроился продавцом подержанных автомобилей со своим другом и бывшим членом команды «Сила Икс» Питером Уиздомом. Агенты Управления временными изменениями (УВИ) похищают Уэйда и доставляют его в свою штаб-квартиру к мистеру Парадоксу. Уэйду предлагают место в Священной линии времени, так как его родная вселенная начинает умирать после смерти «ключевого субъекта» Логана. В попытке ускорить уничтожение вселенной Парадокс планирует использовать «Потрошитель времени». Уэйд крадёт у Парадокса Тэймпад и отправляется к могиле Логана, чтобы воскресить его, но терпит неудачу и начинает поиски нового «варианта».
Уэйд возвращается с вариантом Логана в УВИ. Парадокс утверждает, что ключевой субъект заменить невозможно. Вариант Логана, которого Уэйд привёл в УВИ, считается худшим Росомахой в истории мультивселенной. Уэйд догадывается, что Парадокс действует без ведома УВИ, но в этот момент Парадокс отправляет Уэйда и Логана в Пустоту. Уэйд утверждает, что УВИ может изменить прошлое Логана, и убеждает его работать вместе. Пара знакомится с Джонни Штормом и сталкивается с мутантами во главе с Кассандрой Новой, сестрой-двойняшкой Чарльза Ксавьера. Кассандра убивает Джонни из-за оскорблений, о которых рассказал Уэйд, и оставляет Уэйда и Логана на съедение существу Алиоту, но им удаётся сбежать.
Ради спасения из Пустоты Логан и Уэйд вынуждены отыскать группу сопротивления, о которых упоминал Джонни. По пути они встречают вариант Дэдпула по прозвищу «Милпул», который доверяет паре транспорт. Дэдпул не уверен, сможет ли УВИ исправить прошлое Логана, и случайно проговаривается об этом. Разъярённый Логан дерётся с Уэйдом, пока оба не теряют сознание. Уэйд и Логан оказываются в убежище группы сопротивления и знакомятся с её членами — Электрой, Блэйдом и Гамбитом во главе с Лорой. Уэйд предлагает союз, но Логан отказывается им помогать. Лора убеждает Логана забыть об ошибках его прошлого и присоединиться к сопротивлению. Сопротивление отвлекает приспешников Кассандры. Уэйд и Логан блокируют её силы при помощи шлема Джаггернаута. Помощник Кассандры Пиро предаёт её из-за связей с Парадоксом. Она почти умирает, но Логан просит Уэйда снять шлем. Кассандра исцеляется. С помощью двойного кольца она открывает Уэйду и Логану портал на Землю-10005.
Кассандра узнаёт от Пиро о планах Парадокса и убивает его. Она хочет использовать Потрошитель времени, чтобы уничтожить все вселенные, оставив только Пустоту. По просьбе Кассандры прибывает армия альтернативных версий Дэдпулов, они убивают Милпула, а Уэйд и Логан сражаются с ними, но прибывший Питер останавливает сражение. Единственный способ уничтожить Потрошитель времени — замкнуть цепи материи и антиматерии. Уэйд и Логан вместе уничтожают Потрошитель, а Кассандра погибает. Глава УВИ охотник B-15 арестовывает Парадокса, а Уэйд просит вернуть участников сопротивления из Пустоты и изменить прошлое Логана. Но B-15 отказывается делать последнее, ведь поступок Логана сделал его героем, и разрешает ему остаться во вселенной Уэйда. Во время празднования Логан просит Уэйда помириться с Ванессой.
В сцене после титров Уэйд возвращается в штаб-квартиру УВИ и показывает запись, на которой Шторм оскорбляет Кассандру.

## В ролях
| Актёр               | Роль                             |
| ------------------- | -------------------------------- |
| Райан Рейнольдс     | Уэйд Уилсон / Дэдпул             |
| Хью Джекман         | Логан / Росомаха                 |
| Эмма Коррин         | Кассандра Нова                   |
| Мэттью Макфэдьен    | Мистер Парадокс                  |
| Дафни Кин           | Лора / Икс-23                    |
| Джон Фавро          | Гарольд «Хэппи» Хоган            |
| Морена Баккарин     | Ванесса Карлайл                  |
| Роб Дилейни         | Питер Уиздом                     |
| Лесли Аггамс        | Слепая Эл                        |
| Дженнифер Гарнер    | Электра Начиос                   |
| Уэсли Снайпс        | Эрик Брукс / Блэйд               |
| Ченнинг Татум       | Реми Лебо / Гамбит               |
| Крис Эванс          | Джонни Шторм / Человек-факел     |
| Генри Кавилл        | Кавиллмаха                       |
| Вунми Мосаку        | Охотник B-15                     |
| Аарон Стэнфорд      | Джон Эллердайс / Пиро            |
| Тайлер Мэйн         | Виктор Круд / Саблезубый         |
| Каран Сони          | Допиндер                         |
| Брианна Хильдебранд | Сверхзвуковая Боеголовка         |
| Сиори Куцуна        | Юкио                             |
| Стефан Капичич      | Пётр Распутин / Колосс (озвучка) |
| Рэндал Ридер        | Бак                              |

| Актёр               | Роль                                        |
| ------------------- | ------------------------------------------- |
| Олли Палмер         | завсегдатай бара                            |
| Грег Хэмпхилл       | бармен                                      |
| Льюис Тан           | Расти / Шаттерстар                          |
| Ник Поли            | Дэнспул                                     |
| Аарон В. Рид        | Кейн Марко / Джаггернаут                    |
| Майк Уотерс         | Фредерик Дюкс / Пузырь                      |
| Хлоя Киббл          | Каллисто                                    |
| Пегги               | Мэри Пёссинс / Догпул                       |
| Блейк Лайвли        | Леди Дэдпул (озвучка)                       |
| Инес Рейнольдс      | Кидпул (озвучка)                            |
| Нейтан Филлион      | Хэдпул (озвучка)                            |
| Мэттью Макконахи    | Ковбойпул (озвучка)                         |
| Олин Рейнольдс      | Бэбипул (озвучка)                           |
| Пол Маллин          | Уэлшпул                                     |
| Алекс Кишкович      | Канадапул                                   |
| Билли Клементс      | Русский (в титрах не указан)                |
| Эдуардо Гаго Муньос | Азазель (в титрах не указан)                |
| Гарри Холланд       | Гарольдпул (в титрах не указан)             |
| Айеша Хуссэйн       | Псайлок (в титрах не указана)               |
| Джейд Лай           | Леди Смертельный Удар (в титрах не указана) |
| Дэниэл Медина Рамос | Жаба (в титрах не указан)                   |
| Кёртис Смолл        | Меченый (в титрах не указан)                |
| Крис Хемсворт       | Тор (в титрах не указан)                    |

## Создание

### Предыстория
В 2016 году после кассового успеха кинокомикса «Дэдпул» студия 20th Century Fox приступила к разработке двух сиквелов. В третьей части хотели задействовать команду супергероев Сила Икс. Режиссёр первого «Дэдпула» Тим Миллер отказался от съёмок второго фильма из-за творческих разногласий с исполнителем главной роли Райаном Рейнольдсом. В итоге режиссёром «Дэдпула 2» стал Дэвид Литч. Продюсеры Fox тем временем приступили к поискам нового режиссёра третьей части. Сценарист первых двух картин Ретт Риз рассказал, что Сила Икс сначала появится в «Дэдпуле 2», а потом в отдельном спин-оффе вместо «Дэдпула 3». В декабре 2017 года Disney объявила о покупке 21st Century Fox. Глава Disney Боб Айгер сообщил, что Дэдпул появится в кинематографической вселенной Marvel (КВM), а рейтинг R останется. В мае 2018 года Рейнольдс говорил, что третий «Дэдпул» может не выйти из-за спин-оффа про Силу Икс. Риз и его коллега Пол Верник отмечали, что третья часть выйдет после премьеры «Силы Икс».
В августе 2018 года третий фильм про Дэдпула перешёл к стадии активной разработки, а съёмки запланировали в Атланте. В конце этого же года вышел «Жил-был Дэдпул», версия второй части с рейтингом PG-13. Disney и Marvel Studios внимательно следили за реакцией зрителей, чтобы понять, как это может повлиять на использование персонажа в КВM. После премьеры «Жил-был Дэдпул» Рейнольдс подтвердил, что работа над третьей частью о Дэдпуле продолжается и идёт она в «совершенном ином направлении». Позже актёр признался в желании снять дорожное кино в стиле «Расёмона» с участием Логана / Росомахи в исполнении Хью Джекмана из кинофраншизы «Люди Икс». Исполнитель роли Допиндера в первых двух частях «Дэдпула» Каран Сони подтвердил задумку актёра и объяснил, что в фильме Дэдпул должен был спасти Рождество, отправившись в путешествие на Северный полюс. Во время просмотра первого «Дэдпула» Джекман представлял совместную работу с Рейнольдсом в фильме, вдохновлённом картиной «Сорок восемь часов», но после премьеры «Логана» актёр отказался возвращаться к роли Росомахи. В марте 2019 года Disney завершил сделку по покупке Fox и завладел правами на нескольких персонажей Marvel Comics, включая Дэдпула и Людей Икс. Работа над фильмами Marvel от Fox была приостановлена.
Актёры второго «Дэдпула» Джош Бролин и Зази Битц желали вернуться к ролям Кейбла и Домино соответственно. Риз, Верник и Рейнольдс «крайне нуждались в отдыхе от Дэдпула», пока ждали новостей от Marvel Studios о будущем франшизы. Сценаристы подтвердили, что у «Дэдпула 3» сохранится рейтинг R, а персонаж появится в КВM. Также у сценаристов не было конкретных планов насчёт третьего «Дэдпула» после работы над «Дэдпулом 2» и перед слиянием Fox и Disney.

### Сценарий
Рейнольдс встретился с продюсерами Marvel Studios в октябре 2019 года. Тем временем глава Marvel Studios Кевин Файги не был уверен, как использовать Дэдпула, Людей Икс и остальных мутантов в КВM. Рейнольдс делился с продюсером множеством идей. Например, актёр предлагал снять низкобюджетное дорожное инди-кино про Дэдпула и Допиндера или фильм, где в одной из сцен Росомаха танцует под песню Элтона Джона «I Guess That's Why They Call It the Blues». Также Рейнольдс предлагал картину в духе «Расёмона» с Росомахой, но Файги счёл появлением героя невозможным. В декабре актёр сообщил, что «вся команда» активно занимается фильмом про Дэдпула под крылом Marvel Studios.
В октябре 2020 года Рейнольдс и Marvel Studios провели встречу с возможными сценаристами. В число вошли сёстры Венди Молино и Лиззи Молино-Логелин, которых через месяц наняли. Рейнольдс и Marvel были готовы вернуть Дэвида Литча к съёмкам, но тот отказался из-за конфликта в расписании. Во время съёмок «Проекта „Адам“» Рейнольдс предложил Шону Леви стать режиссёром следующего кинокомикса про Дэдпула. В январе 2021 года Файги сообщил, что Рейнольдс руководит процессом написания сценария, а съёмки начнутся не раньше 2021 года. В том же году, пока Рейнольдс писал тритмент сценария, у него возникла идея сделать сцену под песню Мадонны «Like a Prayer». Актёр хотел задействовать трек в сцене смерти Колосса. В июле Рейнольдс и его коллега по фильму Шона Леви «Главный герой» Тайка Вайтити сыграли Дэдпула и Корга в короткометражке «Дэдпул и Корг реагируют». В этой ленте Дэдпул продолжает традиционно ломать четвёртую стену и обсуждает вместе с Коргом своё первое появление в КВM. В августе Файги сообщил, что съёмки начнутся в 2022 году. В ноябре Битц (Домино) и Роб Дилейни (Питера Уиздом) заявили о желании вернуться к своим ролям после «Дэдпула 2». В итоге Битц не смогла вернуться в третью часть.
В марте 2022 года Леви назначили режиссёром. Постановщик подтвердил, что съёмки начнутся только после 2022 года из-за своей занятости в сериалах «Весь невидимый нам свет» и «Очень странные дела». Ризу и Вернику доверили переписать сценарий. Благодаря успеху прошлых частей «Дэдпула» Marvel разрешил дуэту использовать мета-шутки про КВM. Также к команде присоединился художник-постановщик Рэймонд Чан, ранее работавший над мини-сериалом «Сокол и Зимний солдат». Леви и Рейнольдс занимались сценарием совместно с Ризом, Верником и Зебом Уэллсом, сценаристом предыдущих работ Marvel Studios: мини-сериалов «Женщина-Халк: Адвокат» и «Зомби Marvel» и кинокомикса «Капитан Марвел 2». Вся пятёрка пыталась придумать оригинальную историю, которая не была бы производной от прошлых частей «Дэдпула». По мнению Леви, фильм должен был стать достойным первого появления Дэдпула в КВM. Леви и Рейнольдс могли предложить Файги отложить работу над картиной из-за проблемы с поиском сюжета. В августе 2022 года Джекман обратился к Рейнольдсу с просьбой принять участие в съёмках. Рейнольдс обсуждал с Файги отсутствие идей для сюжета и пришёл к выводу, что проблему может решить появление Росомахи. Файги советовал Джекману не возвращаться к роли, так как считал смерть Росомахи в «Логане» величайшим финалом в истории.
В сентябре 2022 года Рейнольдс объявил, что Джекман вновь сыграет Росомаху в третьем «Дэдпуле», а премьера кинокомикса состоится 6 сентября 2024 года. Во время подготовки к роли Джекман интенсивно тренировался и потреблял до 8000 калорий в день. В качестве продюсеров выступили Файги, Лорен Шулер Доннер, Рейнольдс и Леви. Саймон Кинберг стал исполнительным продюсером после предыдущих картин про Дэдпула. Рейнольдс и Джекман сообщили, что «Дэдпул 3» не будет затрагивать события «Логана» из-за концепции мультивселенной. По словам Леви, сохранение наследия Логана считалось ключевым приоритетом для создателей кинокомикса. Джекман рассказывал режиссёру «Логана» Джеймсу Мэнголду сюжет фильма. Мэнголд с энтузиазмом отреагировал и обрадовался, что сюжет никак не повлияет на «Логана». Джекман сказал, что фильм может не называться «Дэдпул 3». Сам актёр, Рейнольдс и Леви давали разные названия: The Deadpool/Wolverine film, Wolverine and Deadpool, Deadpool Versus Wolverine, Deadpool and Wolverine и Deadpool 3 with Wolverine. Название Deadpool & Friend, которое Рейнольдс считал официальным, просочилось в интернет в феврале 2024 года. После негативной реакции фанатов на следующий день было официально объявлено новое название: Deadpool & Wolverine. Леви избегал названия «Дэдпул 3», так как фильм был про приключение двух персонажей. Рейнольдс считал, что в картине останутся прежние фишки, в том числе сцены насилия и нецензурная лексика.

### Подготовка
Пре-продакшн начался в октябре 2022 года. Дату премьеры картины перенесли на 8 ноября 2024 года. В декабре Леви сообщил, что съёмки должны начаться в мае 2023 года. Рейнольдс уговаривал Marvel снять фильм в Ванкувере, откуда актёр родом и где снимались предыдущие части «Дэдпула», но, по словам актёра, у студии «была своя сформированная инфраструктура». Съёмки должны были начаться в Лондоне в феврале 2023 года.
Исполнитель роли Чарльза Ксавьера / Профессора Икс из франшизы «Люди Икс» Патрик Стюарт проговорился о своём возможном появлении в фильме. Позже Леви опроверг участие актёра. В феврале Эмму Коррин утвердили на главного злодея. Marvel рассматривал кандидатуру Коррин с конца 2022 года. Леви заметил актрису в спектакле по роману Вирджинии Вульф «Орландо». В марте появились слухи о том, что в кинокомиксе появится Управление временными изменениями (УВИ) и другие элементы из сериала КВM «Локи». Тем временем Мэттью Макфэдьен присоединился к актёрскому составу. Перед началом съёмок подтвердили участие актёров предыдущих фильмов про Дэдпула: Каран Сони (Допиндер), Лесли Аггамс (Слепая Эл), Морена Баккарин (Ванесса Карлайл), Стефан Капичич (Пётр Распутин / Колосс), Роб Делани (Питер Уиздом), Брианна Хильдебранд (Сверхзвуковая Боеголовка) и Сиори Куцуна (Юкио).
Леви признался, что получил один из самых увлекательных творческих опытов в своей жизни при создании фильма о Дэдпуле, сославшись на его самосознание, насилие и нецензурную лексику. Режиссёр не хотел «менять ДНК франшизы» и сравнивал картину с комедиями «Сорок восемь часов», «Самолётом, поездом, машиной» и «Успеть до полуночи». Сони говорил, что фильм использует все преимущества КВM и в нём прозвучат шутки про Файги. По просьбе Disney из сценария вырезали реплику: «Disney is so cheap. I can barely breathe with all this Mickey Mouse cock in my throat». Фразу поменяли на «Fuck, now Disney gets cheap? It's like Pinocchio jammed his face in my ass and started lying like crazy».
Художники по костюмам предыдущих фильмов КВM Грэм Чёрчард и Майес С. Рубео подтвердили своё участие в создании кинокомикса. Джекман получил жёлто-синий костюм, похожий на костюмы Росомахи из мультсериала «Люди Икс» и комиксов, включая третий том Astonishing X-Men художника Джона Кэссадэя. Также элементы костюма напоминают работы художников Джона Ромита-старшего и Дэйва Кокрума 1970-х годов и Джима Ли 1990-х годов. В фильмах о Людях Икс Джекман не носил костюм, хотя намёки на костюм присутствовали в первой части «Людей Икс» и удалённой сцене из «Росомахи: Бессмертный». В итоге «Дэдпул и Росомаха» получил возможность впервые показать актёра в классическом каноничном костюме. Леви считал, что это мог бы быть последним шансом для Джекмана надеть его. Первый взгляд на актёра в костюме был встречен положительными откликами. Некоторые обозреватели предположили, что Джекман сыграет совершенную другую версию Росомахи, которая будет отличаться от фильмов про Людей Икс. После предыдущих фильмов о Дэдпуле Рейнольдс получил обновлённый костюм с более ярким красным цветом и большими чёрными кругами на маске. Дизайн стал похож на комиксы 1990-х годов. Леви был доволен положительным откликами на дизайн костюмов.

### Съёмки
Производство кинокомикса началось 22 мая 2023 года. Съёмки проводились в Лондоне и павильонах студии Pinewood в Бакингемшире. Рабочее название проекта — Tidal Wave. В качестве оператора-постановщика был приглашён Джордж Ричмонд, с которым Леви и Рейнольдс работали над «Главным героем». Джордж Коттл выступил координатором трюков и режиссёром второй съёмочной группы. В июне дату премьеры перенесли на 3 мая 2024 года.
14 июля съёмки прервались из-за забастовки SAG-AFTRA спустя 35 дней. До конца производства оставалось ещё 35 съёмочных дней. До забастовки Баккарин успела сняться во всех своих сценах. 9 ноября забастовка SAG-AFTRA завершилась. Рейнольдс сообщил, что в фильме появится Догпул, которого сыграет актриса-собака Пегги, а дату премьеры перенесли на 26 июля 2024 года. Съёмки возобновились 23 ноября. Леви рассказывал, что время, проведённое за монтажом и просмотром отснятого материала во время забастовки, позволило ему лучше понять фильм. Рейнольдс пригласил своего коллегу и основателя футбольного клуба «Рексем» Роба Макэлхенни на съёмочную площадку. Макэлхенни сыграл эпизодическую роль агента УВИ. Его появление было запечатлено в документальном сериале «Добро пожаловать в Рексэм», но сцену с участием Макэлхенни вырезали из картины. В декабре Bona Film Group заключила с TSG Entertainment сделку об инвестировании в ряд фильмов, включая франшизу «Дэдпул». Съёмки в павильонах киностудии Bovingdon завершились 24 января. На следующий день в Лос-Анджелесе отсняли сцену с участием Джона Фавро (Хэппи Хоган) и танец во вступительных титрах при участии хореографа Ника Поли. В Бюро авторского права США на фильм подали заявку, где одной из съёмочных локаций был указан Ванкувер.
Во время съёмок появились слухи, что Дженнифер Гарнер вернулась к роли Электры Начиос из кинокомиксов «Сорвиголова» и «Электра» от Fox. Позже актриса опровергла своё участие. На фото со съёмок были показаны персонажи прошлых картин Marvel, такие как Саблезубый и Жаба. Также на съёмочной площадке был замечен гигантский логотип 20th Century Fox. Журнал Variety сообщил, что в фильме используется аналогичный подход к персонажам прошлых фильмов Marvel от Fox, как в кинокомиксе КВM «Человек-паук: Нет пути домой», где появились персонажи прошлых фильмов о Человеке-пауке. Леви признал слухи о появлении некоторых персонажей, включая Ослепительной в исполнении Тейлор Свифт. Однако режиссёр не подтвердил, какие слухи верны. Свифт не появилась в картине. Её появление, по словам Леви, вовсе не планировалось. Единственным персонажем, который действительно появился, оказался Джон Эллердайс / Пиро в исполнении Аарона Стэнфорда из картин «Люди Икс 2» и «Люди Икс: Последняя битва». Леви рассказывал, что персонажи добавлялись по мере развития сюжета, а не по списку желаемых камео. По словам Рейнольдса, утечка фотографий вызвала трудности во время съёмок. Актёр надеялся, что веб-сайты перестанут публиковать незаконченные вырванные из контекста кадры. Рейнольдс отмечал, что франшиза уже не раз сталкивается с подобными утечкам после того, как первый тестовый материал первого «Дэдпула» попал в сеть. Леви говорил, что присутствие папарацци на съёмочной площадке было «ценой, которую мы готовы заплатить» в обмен на натурные съёмки.

### Пост-продакшн
В феврале 2024 года Marvel зарегистрировала авторские права на фильм. В заявке были указаны участие Гарнер и роль Коррин — Кассандра Нова, сестра-близнец Чарльза Ксавьера. Изначально в качестве главного злодея был выбран Мефисто. Появление персонажа в КВM широко обсуждалось среди фанатов. Но Джекман предложил сценаристам Кассандру из-за отношений Росомахи с Ксавьером. В течение следующих месяцев начали выходить трейлеры, в которых раскрылось больше деталей о персонажах: Макфэдьен сыграл агента УВИ мистера Парадокса, а Рэндал Ридер и Льюис Тан вернулись к ролям Бака и Расти / Шаттерстара после прошлых картин про Дэдпула. Также вернулись Стэнфорд (Пиро) и Тайлер Мэйн (Саблезубый) из франшизы «Люди Икс» и подтвердили появление существа Алиота из сериала «Локи». Винни Джонс и Джейсон Флеминг должны были вновь сыграть Кейна Марко / Джаггернаута и Азазеля, но договориться с актёрами не удалось. Терри Крюс вёл разговоры о возвращении к роли Бедлама после «Дэдпула 2», но они ни к чему не привели.
Монтажом занимались Дин Циммерман и Шэйн Рид. В апреле 2024 года прошли первые тестовые показы. Первоначально в финале картины Дэдпул и Росомаха сразу выжили после уничтожения Потрошителя времени, но жена Рейнольдса Блейк Лайвли ради интриги предложила на мгновение оставить их судьбу неясной. За полтора дня отсняли сцену, где Парадокс произносит речь о жертвоприношении героев. По мнению Леви, предложение Лайвли сделало концовку «наиболее приятной». Лайвли и некоторые её и Рейнольдса дети озвучили камео вариантов Дэдпула. Коллега по фильму «Проект Адам» Уокер Скобелл изначально должен был озвучивать вариант Кидпула, но во время съёмок голос актёр сильно изменился из-за полового созревания. Его заменила дочь Рейнольдса Инес. Вместо этого Скобелл озвучил вариант Дэдпула, который кричит «Возвращайся в Канаду, придурок», в вырезанной сцене. Изначально Рейнольдс должен был озвучить Ковбойпула, пока Мэттью Макконахи не согласился на озвучку. Шутки про актёров согласовывались перед появлением в фильме, в том числе про развод Гарнер с Беном Аффлеком и развод Джекмана. Пост-продакшн завершился 19 июня. Несмотря на концепцию мультивселенной и связь с другими проектами, Леви не ожидал, что зрители будут делать домашнюю работу перед просмотром фильма. Рейнольдс не хотел, чтобы фильм служил основой для будущих проектов. Marvel лишь просила сделать «одну интересную отдельную историю». В июле подтвердили участие Фавро (Хэппи Хоган) и Вунми Мосаку (Охотник B-15) в картине. В сцене с Хэппи должен был появиться Тони Старк / Железный человек в исполнении Роберта Дауни-младшего, но актёр отказался. Также в июле вышел финальный трейлер, в котором подтвердилось возвращение Дафни Кин к роли Лоры / Икс-23 из «Логана». Кин отрицала своё участие в фильме до последнего момента. Актриса хотела оказаться на премьере фильма и попросила у продюсеров разрешения, а Marvel раскрыла в трейлере её появление. Ради сохранения своей роли в секрете Кин вдохновилась Эндрю Гарфилдом. Актёр лгал о появлении Питера Паркера / Человека-паука в «Нет пути домой» до премьеры картины.
Кинокомикс отдал дань уважения фильмам Marvel от Fox и позволил с ними попрощаться во время показа титров. Леви говорил, что ключевыми особенностями фильма стали наследие и финал персонажей, что привело к появлению некоторых отвергнутых персонажей Marvel: Гарнер (Электра), Уэсли Снайпс (Эрик Брукс / Блэйд из трилогии «Блэйда» от New Line Cinema), Крис Эванс (Джонни Шторм / Человек-факел из «Фантастической четвёрки» и «Фантастической четвёрки: Вторжение Серебряного сёрфера» от Fox), а Ченнинг Татум сыграл Реми Лебо / Гамбита, про которого Fox должен был снять сольный фильм. Создатели фильма считали, что у Блэйда отсутствовал достойный финал. Снайпс был удивлён, когда Marvel связался с ним. Актёр полагал, что больше не сможет вновь сыграть персонажа после того, как на роль Блэйда в КВM был утверждён Махершала Али. С тех пор Снайпс не общался с Рейнольдсом после совместной работы в картине «Блэйд: Троица». Блэйд получил новый костюм, так как Marvel юридически запретили использовать наряд из трилогии New Line. Эванс сразу согласился вновь сыграть Джонни. Ранее актёр играл Стива Роджерса / Капитана Америка в КВM. Появление Эванса заставило зрителей ложно поверить, что актёр вновь сыграл Роджерса. Наряд Эванса включал в себя элементы костюмов Капитана Америка и Человека-факела. Для сцены после титров Рейнольдс предложил использовать карточки-шпаргалки, но Эванс выучил реплики наизусть. Однажды Татум предлагал Леви снять про Гамбита фильм, но после появления в «Дэдпуле и Росомахе» актёр смог получить удовольствие. Актёр был признателен за появление своего персонажа и считал, что такого шанса у него не будет никогда. Была отснята сцена, в которой Гамбит выжил после событий картины. Момент отображался на одном из мониторов УВИ в сцене после титров. Рейнольдс опубликовал полноценную сцену в сеть с намёком на потенциальное возвращение Гамбита.
Также рассматривалось появление других актёров из прошлых фильмов Marvel, в том числе Бена Аффлека (Мэтт Мёрдок / Сорвиголова из «Сорвиголовы» и «Электры»), Николаса Кейджа (Джонни Блэйз / Призрачный гонщик из «Призрачный гонщик» и «Призрачный гонщик 2» от Columbia Pictures) и исполнителей главных ролей «Фантастической четвёрки» 2015 года Майлза Теллера (Рид Ричардс / Мистер Фантастик), Кейт Мары (Сью Шторм / Невидимая леди), Майкла Б. Джордана (Джонни Шторм / Человек-факел) и Джейми Белла (Бен Гримм / Существо). По словам Рейнольдса, появление последней версии Фантастической четвёрки могло не вызвать у зрителей тех же эмоций, как появление Эванса. Также сценаристы хотели вернуть Бролина к роли Кейбла, но передумали. Верник говорил, что Кейбл может появиться в будущих проектах Marvel.
Супервайзером по визуальным эффектам выступил Свен Гиллберг. Графикой занимались Industrial Light & Magic (ILM), Framestore, Base FX, Barnstorm VFX, Raynault VFX, Rising Sun Pictures и Wētā FX. Framestore занималась превизуализацией и обработала 420 кадров. Эпизод с армией Дэдпулов смотрелся как длинный дубль. Городское окружение создавалось при помощи графики, а статистов размножили. Для уничтожения Потрошителя времени использовался эффект «спагеттификации», который разрабатывался для второго сезона «Локи». Очки Догпула рисовали на компьютере. ILM обработала 614 кадров. Сцены в Пустоте снимались летом, а потом зимой из-за забастовки. Базу Кассандры расширили и сделали из скелета гигантского Человека-муравья. При создании сцены, где Кассандра сдирает с Джонни кожу, ILM вдохновилась выставкой «Bodies: The Exhibition». Framestore и ILM занимались способностями Кассандры. Wētā анимировала мимику под маской Дэдпула, как в первых двух частях «Дэдпула». Всего Wētā обработала 630 кадров. Также студия занималась окружением для вступительной сцены, скелетом Росомахи, УВИ и окружением остальных окрестностей Пустоты. Кровь рисовали на компьютере. Method Studios делала вступительные титры.

### Музыка
Композитором фильма стал Роб Симонсен, работавший с Леви над фильмом «Проект „Адам“» (2022) и четвёртым сезоном сериала «Очень странные дела». В начальной сцене фильма Дэдпул танцует под песню «Bye Bye Bye» группы NSYNC. Саундтрек-альбом под названием Deadpool & Wolverine: Van Jamz был выпущен в цифровом формате 24 июля 2024 года лейблом Hollywood Records, а на носителях вышел 26 июля. В него вошли 17 песен, использованных в фильме, и саундтрек «LFG», главная тема Симонсена для «Дэдпула и Росомахи». Музыка Симонсена была выпущена в цифровом формате 24 июля в виде обычного альбома и делюкс издания, в которое также вошли песни из саундтрек-альбома. Мини-альбом Deadpool & Wolverine: Like a Prayer, включающий песню Мадонны «Like a Prayer» и обработанные версии песен фильма, был выпущен 9 августа 2024 года лейблом Warner Records.

## Прокат

### Маркетинг
Первый тизер-трейлер фильма был выпущен 11 февраля 2024 года во время Супербоула LVIII. Ник Романо из Entertainment Weekly констатировал, что трейлер подтверждает рейтинг «R» фильма и то, что Дэдпул будет «проникать» в КВМ. Остин Гослин из Polygon тоже отметил использование элементов КВМ и задался вопросом, играет ли Рейнольдс ту же версию Дэдпула, что и в предыдущих фильмах, из-за того, насколько он счастлив в начале трейлера. В трейлере был показан комикс Secret Wars #5 (2015), что стало предметом бурного обсуждения в фанатском сообществе, поскольку Marvel Studios планирует выпустить фильм «Мстители: Секретные войны» (2027) и сюжет комикса о Докторе Думе, создавшем Мир Битв, может быть включён в фильм. Анджела Ваттеркаттер из Wired отметила в трейлере откровенно сексуальную шутку про пеггинг, заявив, что это первый случай, когда КВМ открыто использует такой юмор, и предположила, что фильм может расширить «квир» темы, заложенный в предыдущих фильмах КВМ про Тора и сериале «Локи» (2021—2023). Вскоре после премьеры трейлера актёр Хью Джекман опубликовал в социальных сетях шутку в адрес Дэдпула, изобразив модифицированный логотип с надписью «Росомаха и засранец» (англ. Wolverine & Asshole). За первые 24 часа тизер-трейлер набрал 365 млн просмотров по всему миру, превзойдя рекорд трейлера фильма «Человек-паук: Нет пути домой» (355,5 млн просмотров) и став самым просматриваемым трейлером в истории. Журнал The Hollywood Reporter отметил, что в число зрителей были включены 123 млн онлайн-зрителей Супербоула, но добавил, что охват трейлера всё равно внушает доверие. Фильм был представлен на презентации панели CinemaCon в апреле 2024 года, где было показано несколько эксклюзивных сцен. Презентацию открыло объявление «Отключите свои телефоны» от Дэдпула и Росомахи. По оценке издания The Hollywood Reporter, это «вызвало наибольший смех» среди всех презентаций на конвенте. В презентацию вошли переснятые кадры Криса Хемсворта в роли Тора Одинсона из фильма «Тор 2: Царство тьмы» (2013), оплакивающего гибель Дэдпула, а не Локи, как в фильме. В апреле компания Рейнольдса Aviation Gin объявила о выпуске ограниченной серии бутылок джина «Дэдпула и Росомахи», приуроченном к выходу фильма.
Официальный трейлер фильма вышел 22 апреля 2024 года и сопровождался песней Мадонны Like a Prayer. 20 мая был выпущен ролик с Дэдпулом и Росомахой, рекламирующими продукцию компании Heineken. Небольшой трейлер, выпущенный 20 мая 2024 года и анонсирующий предварительную продажу билетов, содержит QR-код, ведущий на видеоролик, на котором Рейнольдс зачитывает заявление об отказе от ответственности за содержание фильма. В конце месяца было представлено специальное ведёрко для попкорна, которое будет выдаваться во время премьеры фильма. Этот рекламный ход был вдохновлён вирусным ведёрком для попкорна к фильму «Дюна: Часть вторая» (2024). Ведёрко представляет собой форму головы Росомахи с «комически огромным» ртом для попкорна или других закусок. В рекламном видеоролике под симфоническую поэму «Так говорил Заратустра» Рихарда Штрауса, звучащую в фильме «Космическая одиссея 2001 года» (1968), Дэдпул ласкает ведёрко, пока в него насыпается попкорн и заливается масло.
В начале июня был выпущен тизер, показавший, что в фильме появится Леди Дэдпул. Это вызвало споры о том, кто сыграет эту роль. В начале июля 2024 года Рейнольдс, Джекман и Леви начали мировой маркетинговый тур фильма в Шанхае, после чего выступали на фестивале «Waterbomb 2024» в Сеуле. Затем они отправились в Берлин, где к трио присоединилась Коррин и вместе с ними посетила матч чемпионата Европы по футболу 2024 — игру Нидерландов и Турции.

### Сборы
Мировая премьера фильма «Дэдпул и Росомаха» состоялась 22 июля 2024 года в театре Дэвида Х. Коха в Нью-Йорке. 24 июля он вышел во Франции, Германии, Италии, Южной Корее и Японии; премьера картины в Великобритании, Испании, Бразилии, Мексике, Австралии и во всех странах СНГ, кроме России и Белоруссии, состоялась 25 июля 2024 года, а 26 июля состоялся релиз в США и Китае в форматах IMAX, RealD, Dolby Cinema, 4DX, Cinemark XD и в других премиальных форматах. Премьеру, изначально назначенную на 6 сентября, перенесли на 8 ноября с учётом задержки выхода других фильмов КВМ, потом на 3 мая из-за забастовки Гильдии сценаристов США и, наконец, на июль. Проект стал частью Пятой фазы КВМ. Это первый фильм КВМ, получивший от Ассоциации кинокомпаний рейтинг «R». В августе того же года Леви заявил, что режиссёрской версии фильма не будет, поскольку версия в кинотеатрах — это именно то, что он хотел снять. Рейнольдс рассказал, что обсуждал с Леви режиссёрскую версию, но тот отказался её создавать.
По данным Fandango, на этапе предварительных продаж билетов фильм уже показал лучший результат для 2024 года, для своей франшизы и для кинокартины с рейтингом «R»; сеть кинотеатров AMC Theatres объявила о продаже 200 000 билетов на сеансы в день премьеры, что стало рекордом для сети среди фильмов с рейтингом «R». Сайт The Hollywood Reporter сообщил, что на предпродажах билетов Marvel заработала $ 8—9 млн, и при этом фильм имел шансы заработать на старте более $ 100 млн, чего по состоянию на конец мая не удалось сделать ни одному проекту 2024 года. Издание Quorum, изучающее прогнозы кассовых сборов фильмов, за шесть недель до премьеры прогнозировало, что при старте кинопроката фильм соберёт в пределах $ 200—239 млн, отмечая, что это консервативные прогнозы. Портал Deadline Hollywood заявил, что ни один фильм с рейтингом «R» никогда не собирал на внутреннем рынке более $ 200 млн, а рекордным фильмом с рейтингом «R» был «Дэдпул», собравший $ 132,4 млн.
К 23 сентября 2024 года «Дэдпул и Росомаха» собрали $ 636,7 млн в США и Канаде, и $ 701 млн в других странах, то есть в общей сложности $ 1,338 млрд. Фильм превзошёл прогнозы на премьерный уик-энд, собрав 211,4 млн долларов в США и Канаде и 444,6 млн долларов по всему миру. Это шестой по сборам кинодебют всех времён и, по данным на август, самый кассовый дебют 2024 года, опередивший мультфильм «Головоломка 2» на $ 290 млн). В день премьеры в США и Канаде «Дэдпул и Росомаха» собрал $ 96 млн, включая $ 38,5 млн, полученных от вечерних показов в четверг. Обе суммы стали рекордными для фильма с рейтингом «R». Фильм окупил свой бюджет всего за два дня. В первый же понедельник проката он стал самым кассовым для фильмов с рейтингом «R», заработав $ 24,4 млн. На следующий день был побит ещё один рекорд — картина стала самым кассовым фильмом с рейтингом «R» во вторник — $ 25,3 млн. В среду фильм получил $ 19,3 млн, а в четверг — $ 18 млн. Во второй уик-энд сборы фильма уменьшились на 53 %, и он заработал всего $ 97 млн, но остался на первом месте. В третий уик-энд фильм преодолел отметку в 1 миллиард долларов, став вторым фильмом в 2024 году с такой кассой после «Головоломки 2». В тот же уик-энд второе место в прокате вместе с «Дэдпулом и Росомахой» занял фильм «Всё закончится с нами», в котором главную роль исполнила Блейк Лайвли, жена Рейнольдса; это первый случай с 1990 года, когда фильмы супругов лидируют в прокате. 16 августа в своих социальных сетях Рейнольдс заявил, что фильм стал самым успешной картиной с рейтингом «R» в истории, обойдя «Джокера».

### Критика
Критики высоко оценили юмор и игру Рейнольдса и Джекмана, но менее позитивно отозвались о фильме. На сайте-агрегаторе рецензий Rotten Tomatoes он получил рейтинг 78 % со средней оценкой 7/10 на основе 408 отзывов. Консенсус критиков сайта гласит: «Райан Рейнольдс с язвительным остроумием чувствует себя в КВМ как дома, а Хью Джекман обеспечивает адамантиевый хребет „Дэдпула и Росомахи“, непочтительного фильма с удивительной любовью к ушедшей эпохе супергеройских фильмов». На сайте Metacritic средняя оценка фильма составляет 56 баллов из 100 на основе 58 отзывов, что означает «смешанные или средние отзывы». Зрители, опрошенные CinemaScore, поставили фильму среднюю оценку «A» по шкале от «A+» до «F», при этом средняя положительная оценка на PostTrak составила 96 %, а 85 % зрителей рекомендовали фильм к просмотру.
Журналист Пит Хэммонд из Deadline Hollywood назвал игру Джекмана лучшей в кинокомиксе. В рецензии для RogerEbert.com журналист Мэтт Золлер Сэйтц поставил фильму две с половиной звезды из четырёх. По его словам, Джекман и Рейнольдс вдвоём трогательно сыграли сломленных и брошенных людей. Сэйтц сильно переживал за их героев во время финала. Редактор сайта Collider Росс Бонайм утверждал, что Дэдпул полностью раскрыл свой потенциал благодаря появлению в КВM, а Джекман стал наиболее жестоким Росомахой по сравнению с предыдущими фильмами. Криста Фаурия из Ассошиэйтед Пресс сочла гомоэротичные и наполненные ненавистью отношения между героями заманчивыми и неотразимыми. Корреспондент газеты San Francisco Chronicle Мик Ласалль похвалил контраст между серьёзной игрой Джекмана и юмором Рейнольдса.
Доминик Баэз из газеты The Seattle Times назвал кинокомикс чистым весельем и любовным письмом фанатам Marvel. По мнению Брайана Лоури из CNN, фильм продемонстрировал готовность Marvel Studios к самоуничижению. В рецензии для The Hollywood Reporter Дэвид Руни говорил, что меташутки были доведены до радиоактивного уровня. Юмор был самой крепкой частью фильма. Фаурия отмечала, что акцент на жанровой критике сделало фильм лучше своих предшественников. Том Йоргенсен из IGN назвал картину весёлой и похвалил шутки про КВM и Файги. Критик The Irish Times Дональд Кларк раскритиковал подростковый юмор и дал фильму всего одну звезду.

### Награды и номинации
| Награда                                       | Дата церемонии вручения | Категория                                             | Получатель(-и)                                                                | Результат | Источ.          |
| --------------------------------------------- | ----------------------- | ----------------------------------------------------- | ----------------------------------------------------------------------------- | --------- | --------------- |
| «Золотой трейлер»                             | 31 мая 2024             | «Лучший тизер»                                        | «Taken»                                                                       | Победа    | [ 240 ] [ 241 ] |
| «Золотой трейлер»                             | 31 мая 2024             | «Трейлер летнего блокбастера 2024 года»               | «Taken»                                                                       | Победа    | [ 240 ] [ 241 ] |
| «Золотой трейлер»                             | 31 мая 2024             | «Лучшее шоу»                                          | «Taken»                                                                       | Победа    | [ 240 ] [ 241 ] |
| «Золотой трейлер»                             | 31 мая 2024             | «Лучший ТВ-спот приключенческого фэнтези»             | «Gametime»                                                                    | Номинация | [ 240 ] [ 241 ] |
| Премия «Astra» в середине сезона              | 3 июля 2024             | «Самый ожидаемый фильм»                               | «Дэдпул и Росомаха»                                                           | Номинация | [ 242 ]         |
| Награды профессиональной ассоциации Голливуда | 7 ноября 2024           | «Лучшие визуальные эффекты в полнометражном фильме»   | Винсент Папаи, Георг Кальтенбруннер, Александр Поэй, Зиад Шурейх и Рассел Лам | Номинация | [ 243 ]         |
| «Грэмми»                                      | 2 февраля 2025          | «Лучший компилятивный саундтрек для визуальных медиа» | Deadpool & Wolverine (Original Motion Picture Soundtrack)                     | Ожидается | [ 244 ]         |

### Издания
В цифровых площадках кинокомикс вышел 1 октября 2024 года, на носителях Ultra HD Blu-ray, Blu-ray и DVD — 22 октября. В издание вошли вырезанные сцены, смешные дубли, аудиокомментарии Леви и Рейнольдса и видеоролики о создании сцены драки под песню «Like a Prayer», основных камео, возвращении Джекмана к роли Росомахи и дани памяти художнику Рэю Чану после его смерти в апреле 2024 года. На платформе Disney+ фильм вышел 12 ноября.

### Комментарии
1. ↑  Также Рейнольдс сыграл вариант Дэдпула по прозвищу Милпул, но был упомянут как «Гордон Рейнольдс»
2. ↑  Также Рейнольдс сыграл вариант Дэдпула по прозвищу Милпул, но был упомянут как «Гордон Рейнольдс»
3. ↑  Также Джекман сыграл несколько других вариантов Росомахи
4. ↑  Также Джекман сыграл несколько других вариантов Росомахи
5. ↑  Вариант Росомахи.
6. ↑  Вариант Росомахи.
7. ↑  Даты вручения наград и проставления номинаций указаны в хронологическом порядке.